# (3277) Aaronson
(3277) Aaronson ist ein Asteroid des Hauptgürtels, der am 8. Januar 1984 vom amerikanischen Astronomen Edward L. G. Bowell an der Anderson Mesa Station (IAU-Code 688) des Lowell-Observatoriums entdeckt wurde.
Benannt wurde er zu Ehren des amerikanischen Astronomen Marc Aaronson (1950–1987).